# Tachigali
Tachigali es un género de plantas con flores  perteneciente a la familia Fabaceae. Comprende 125 especies descritas y de estas, solo 74 aceptadas.

## Taxonomía
El género fue descrito por Jean Baptiste Christophore Fusée Aublet y publicado en Histoire des Plantes de la Guiane Françoise 1: 372, pl. 143, f. 1. 1775.

## Especies aceptadas
A continuación se brinda un listado de las especies del género Tachigali aceptadas hasta febrero de 2015, ordenadas alfabéticamente. Para cada una se indica el nombre binomial seguido del autor, abreviado según las convenciones y usos.	
- Tachigali albiflora (Benoist) Zarucchi & Herend.
- Tachigali amplifolia (Ducke) Barneby
- Tachigali argyrophylla Ducke
- Tachigali beaurepairei (Harms) L.F. Gomes da Silva & H.C. Lima
- Tachigali bracteolate Dwyer
- Tachigali bracteosa (Harms) Zarucchi & Pipoly
- Tachigali catingae Ducke
- Tachigali cavipes (Benth.) J.F.Macbr.
- Tachigali chrysophylla (Poepp.) Zarucchi & Herend.
- Tachigali colombiana Dwyer
- Tachigali costaricensis (N. Zamora & Poveda) N. Zamora & van der Werff
- Tachigali davidsei Zarucchi & Herend.
- Tachigali densiflora (Benth.) L.F. Gomes da Silva & H.C. Lima
- Tachigali denudata (Vogel) Oliveira-Filho
- Tachigali duckei (Dwyer) Oliveira-Filho
- Tachigali dwyeri (R.S. Cowan) Zarucchi & Herend.
- Tachigali eriopetala (Ducke) L.F. Gomes da Silva & H.C. Lima
- Tachigali formicarum Harms
- Tachigali friburgensis (Harms) L.F. Gomes da Silva & H.C. Lima
- Tachigali froesii (Pires) L.F. Gomes da Silva & H.C. Lima
- Tachigali goeldiana (Huber) L.F. Gomes da Silva & H.C. Lima
- Tachigali grandistipulata Harms
- Tachigali guianensis (Benth.) Zarucchi & Herend.
- Tachigali hypoleuca (Benth.) Zarucchi & Herend.
- Tachigali leiocalyx (Ducke) L.F. Gomes da Silva & H.C. Lima
- Tachigali longiflora Ducke
- Tachigali macbridei Zarucchi & Herend.
- Tachigali macropetala (Ducke) L.F. Gomes da Silva & H.C. Lima
- Tachigali macrostachya Huber
- Tachigali melanocarpa (Ducke) van der Werff
- Tachigali melinonii (Harms) Zarucchi & Herend.
- Tachigali micrantha (L.O. Williams) Zarucchi & Herend.
- Tachigali micropetala (Ducke) Zarucchi & Pipoly
- Tachigali multijuga Benth.
- Tachigali myrmecophila (Ducke) Ducke
- Tachigali odoratissima (Spruce ex Benth.) Zarucchi & Herend.
- Tachigali paniculata Aubl.
- Tachigali paraensis (Huber) Barneby
- Tachigali paratyensis (Vell.) H.C. Lima
- Tachigali peruviana (Dwyer) Zarucchi & Herend.
- Tachigali physophora (Huber) Zarucchi & Herend.
- Tachigali pilgeriana (Harms) Oliveira-Filho
- Tachigali pimichinensis (R.S. Cowan) Zarucchi & Herend.
- Tachigali plumbea Ducke
- Tachigali polyphylla Poepp.
- Tachigali prancei (H.S. Irwin & Arroyo) L.F. Gomes da Silva & H.C. Lima
- Tachigali ptychophysca Benth.
- Tachigali pubiflora Benth.
- Tachigali pulchra Dwyer
- Tachigali reticulosa (Dwyer) Zarucchi & Herend.
- Tachigali rigida Ducke
- Tachigali rubiginosa (Mart. ex Tul.) Oliveira-Filho
- Tachigali rugosa (Mart. ex Benth.) Zarucchi & Pipoly
- Tachigali rusbyi Harms
- Tachigali schultesiana Dwyer
- Tachigali setifera (Ducke) Zarucchi & Herend.
- Tachigali subbullata (Ducke) L.F. Gomes da Silva & H.C. Lima
- Tachigali subvelutina (Benth.) Oliveira-Filho
- Tachigali tessmannii Harms
- Tachigali tinctoria (Benth.) Zarucchi & Herend.
- Tachigali uleana (Harms) Zarucchi & Herend.
- Tachigali ulei Harms
- Tachigali urbaniana (Harms) L.F. Gomes da Silva & H.C. Lima
- Tachigali vasquezii Pipoly
- Tachigali venusta Dwyer
- Tachigali versicolor Standl. & L.O.Williams
- Tachigali vulgaris L.F. Gomes da Silva & H.C. Lima